# Éditions Spengler
Pour les articles homonymes, voir Spengler.
Les Éditions Spengler sont une maison d'édition publiant des ouvrages littéraires et de sciences humaines.

## Histoire
Créées en 1993 par Franck Spengler, les éditions éponymes voient le jour grâce aux Éditions Magnard qui  participent au capital à hauteur de 50 % dans le cadre d'une start-up à l'initiative de Stéphane Magnard. Diffusées par Dilisco, filiale à 100 % des Éditions Magnard, les Éditions Spengler développent  une collection de documents engagés (Journal de Guerre, Le Guide du culot, L'État meurtrier, Les 4 vérités du foot français…), de littérature générale (Message reçu, Ambition, Fais-moi la mort, La Traversée…) et de littérature érotique (Le Lien, Mauvais garçons, Troubles de femmes, Anthologie historique des lectures érotiques…).
En 1995, Les Éditions Magnard sont rachetées par les Éditions Albin Michel qui ne souhaitent pas conserver un pôle littéraire extérieur. Franck Spengler cherche alors un partenaire et Spengler éditeur devient les Éditions Blanche avec l'arrivée de Hugues de Saint-Vincent qui les intègre aux Éditions Mango, le fonds éditorial Spengler restant exploité sous la marque Éditions Blanche.